# Tolerancija na frustraciju
Tolerancija na frustraciju u standardnim psihoanalitičkim shvatanjima povezana je sa prelaskom deteta sa principa zadovoljstva na princip realnosti. Praktično, prema Frojdovom klasičnoj teoriji, na početku psihičkog funkcionisanja, obrazac funkcionisanja koji je na delu  služi direktnom zadovoljenju želje (princip zadovoljstva). Želja se može odrediti kao entitet koji s početka ima  isključivo svoju biološku ukorenjenost. Drugim rečima, želju proizvodi ili somatska deficijencija (nedostatak nečega), ili višak - pri čemu, u slučaju prvoga, organizam biva pokretan na akciju, kako bi se došlo do kompenzacije nedostatka, odnosno, u drugom slučaju, do rasterećenja. Istovremeno, važno je napomenuti da je proces obnavljanja onim što  nedostaje, jednako kao i rasterećenjem viška, praćen doživljajem zadovoljstva. Momentalno, direktno  zadovoljenje želje nije uvek moguće, pa jedinka mora da razvija i drugi adaptivni princip - princip realnosti. Preterana, traumatska frustracija, kao i nedostatak zdrave, razvojno prilagođene frustracije, ometaju razvoj sposobnosti za  tolerisaje frustracije. 
Kohut je uveo pojam “optimalna frustracija” koji opisuje frustraciju koja vodi razvoju. Zanimljivo je da je u periodu krajem sedamdesetih godina prošlog veka, u doba koji neki nazivaju procvat „terapeutske kulture“, pogrešno i pojednostavljeno razumevanje Frojdovih i drugih psihoanalitičkih tekstova učinilo da se na frustraciju gledalo veoma pojednostavljeno, kao na neku vrstu greške, eventualno nus-produkta nesavršenosti civilizacije, koja tako frustrira svoje pripadnike da oni posledično postanu agresivni. Vrhunac je bio u pokušaju odgoja dece koja ne bi doživela nikakvu frustraciju, ili bi je doživeli minimalno. Ovaj žalosni eksperiment je pokazao da su takozvana „non-frustrated“ deca posedovala više neurotskih simptoma (tikova, fobija, neadaptivnog ponašanja itd.), nego njihovi frustrirani vršnjaci. Psihoanalitička razmatranja nikada nisu posmatrala frustracije na ovakav način.
Mnoge škole psihologije su razmatrale ovaj pojam, pri čemu ga Elisova racionalno emocionalno bihevioralna  terapija stavlja u centralno mesto. U okviru tog pristupa razvijene su brojne tehnike za trening tolerancije na frustraciju.
U O.L.I. Integrativnoj Psihodinamskoj Psihoterapiji toleranciju na frustraciju osnivač O.L.I. metoda, Nebojša Jovanović, prema funkciji koju obavlja, naziva “imunitet psihe” jer je ova sposobnost osnov naše otpornosti na osujećenja koja život sa sobom nosi. Kao i fizički imunitet, tolerancija na frustraciju se razvija „pelcovanjem“ oslabljenim izazivačima - „optimalnim frustracijama“. Može se izgraditi kroz psihoterapijski rad. U O.L.I. metodu tolerancija na frustraciju spada u bazične emocionalne kompetencije, sposobnosti za obradu i upravljanje emocijama na koje su sastavni delovi složenijih sposobnosti - sposobnosti za ljubav i rad. Rad na razvoju bazičnih emocionalnih kompetencija je osnova O.L.I. Metoda.

## Spoljašnji izvori
- Tolerancija na frustraciju i sposobnost za ljubav Архивирано на веб-сајту  (21. фебруар 2014)
- Tolerancija na frustraciju i sposobnost za rad Архивирано на веб-сајту  (20. фебруар 2014)